# Carl Horst
Carl Horst (* 24. November 1875 in Leipzig; † 7. November 1934) war ein deutscher Kunsthistoriker und ao. Professor an der Universität Marburg.

## Leben
Horst studierte Philosophie und Kunstgeschichte u. a. bei Hermann Cohen und Paul Natorp. 1904 erfolgte seine Promotion über die Ästhetik Plotins. 1911 habilitierte sich Horst über ästhetische Barockprobleme (mit Sicht auf speziell „deutschen Barock“) und war seit 1922 in Marburg ao. Professor für Kunstgeschichte. Bereits zum 1. Mai 1932 trat er der NSDAP bei (Mitgliedsnummer 1.123.567). Im November 1933 unterzeichnete er das Bekenntnis der deutschen Professoren zu Adolf Hitler.
Horst beteiligte sich an Intrigen und Vorwürfen gegen den linksstehenden Marburger Kunsthistoriker Richard Hamann.

## Schriften
- Plotins Asthetik. Vorstudien zu einer Neuuntersuchung, 1905  (Reprint 2010)
- Barockprobleme, Rentsch, München 1912
- Die Architektur der Renaissance, Propyläen, Berlin 1928
- Die Architektur der Renaissance in den Niederlanden und ihre Ausstrahlungen, Nijhoff, Haag 1930